# درون‌مایه‌های آثار فروغ فرخزاد

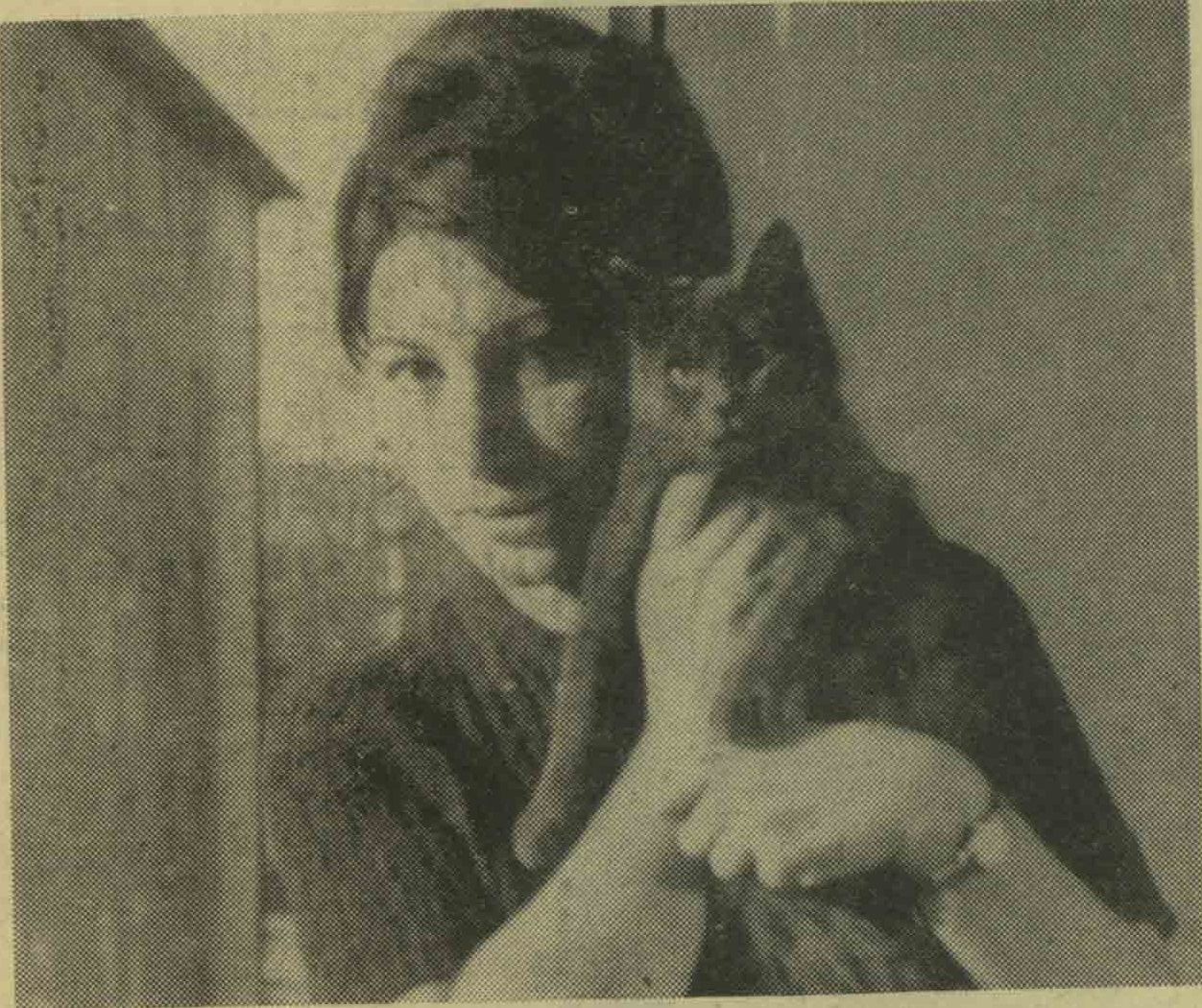
تصویری از فروغ در مجلّهٔ سپید و سیاه

فروغ فرّخزاد (۱۳۴۵-۱۳۱۳) موضوعاتی را در شعر خود مطرح کرد که، به گواهیِ سیروس شمیسا، در حدوداً هزار و دویست سال ادبیات فارسی سابقه نداشته‌است؛ مثلاً شاعران کهن کمتر در مورد زندگی خصوصی خود سخن گفته‌اند و اگر هم گفته‌اند، معلوم نیست صادقانه بوده یا خیر. اما فروغ عاطفه و احساس خود را صمیمانه بیان کرده‌است.
از طرفِ دیگر، نگاهِ زنانه فروغ نیز، به گفتهٔ شمیسا، در ادبیات فارسی سابقه نداشته‌است؛ چنان‌که شعرهایش بی‌پرواست اما رکیک نیست. او برخلاف پروین اعتصامی از شوهر و پدر و فرزند و معشوق خود گفت و از چرخ خیاطی و جارو و آشپزخانه. طرح این مسائل در شعر در ادبیات و اجتماع دوران فروغ، تازگی داشت و از این رو شعرهای فروغ با (به تعبیر شمیسا) پیش‌داوری‌های عجولانه و غیرعلمی مواجه شد؛ در حالی که ادبیات فارسی به این نگرش نیاز داشت.
تا پیش از فروغ، معشوق در شعرهای شاعران فارسی‌زبان، در مقام معشوق زن توصیف می‌شد. حتی در شعرهای رابعه و مهستی، معشوق مرد چهره مشخصی نداشت و قابل تفکیک از معشوق زن نبود. فروغ، بیشتر و صریح‌تر از دیگران چهره مرد زمینی را به‌عنوان معشوق توصیف کرده‌است. از طرف دیگر، معشوقِ شعرهای فروغ، دارای فردیت است؛ در حالی که تا قبل از آن معشوق یک موجود جمعی است و هویت مشخصی ندارد.
شمیسا بن‌مایه‌های شعر فروغ را در کتاب نگاهی به فروغ فرخزاد فهرست کرده‌است.
| بن‌مایه                             | توضیح | نمونه |
| ---------------------------------- | --- | --- |
| مرگ، زوال و پوسیدگی                | مسئله زوال و مرگ، ترس از فنا و پوسیدگی از موضوعات مهم شعر فروغ است که سرانجام در «ایمان بیاوریم به آغاز فصل سرد» خود را تسلیم آن می‌کند. | من هیچگاه پس از مرگم جرئت نکرده‌ام در آیینه بنگرم و آنقدر مرده‌ام که هیچ چیز مرگ مرا دیگر ثابت نمی‌کند                                      |
| نومیدی، یاس و بدبینی               | بیشتر شعرهای فروغ لحنی ناامیدانه دارد؛ گویی همه چیز در گذشته تمام شده‌است و آینده جز تباهی و سیاهی نیست. | گوش کن وزش ظلمت را می‌شنوی؟ من غریبانه به این خوشبختی می‌نگرم من به نومیدی خود معتادم گوش من وزش ظلمت را می‌شنوی                            |
| حسرت گذشته                         | این موتیف در ادبیات فارسی بسیار رایج است. فروغ هم بارها یاد دوران کودکی و نوجوانی کرده‌است و آرزوی بازگشت به آن دوران در اشعارش فراوان به چشم می‌خورد. در همین موتیف است که فروغ از زندگی اظهار نارضایتی می‌کند و مظاهر خوشبختی در اجتماع را پوچ و قلابی می‌شمارد. | ای هفت سالگی ای لحظه شگفت عزیمت بعد از تو هر چه رفت، در انبوهی از جنون و جهالت رفت                                                       |
| مظلومیت                            | فروغ در شعرهایش به عنوان یک زن، در مقابل قوانین اجتماعی طغیان و اعتراض می‌کند چون موجب ظلم به او شده‌اند. این موتیف در شعر زنان دیگر چون ژاله قائم‌مقامی و پروین اعتصامی هم دیده می‌شود.                                                                           | وقتی که اعتماد من از ریسمان سست عدالت آویزان بود و در تمام شهر قلب چراغ‌های مرا تکه‌تکه می‌کردند                                            |
| تنهایی و غربت                      | فروغ در زندگی احساس تنهایی می‌کند و این که در شعرش سخن از خانه‌های خلوت و آخر شب‌های شهر است، نمودی از این بن‌مایه است. | آه چه آرام و پرغرور گذر داشت زندگی من چو جویبار غریبی در دل این جمعه‌های ساکت متروک در دل این خانه‌های خالی دلگیر                          |
| حسرت                               | منظور شمیسا از این موتیف، حسرت زندگی عادی و مشغول شدن به کارهای عادی است. | و قلب زودباور او را با ضربه‌های موذی حسرت در کنج سینه‌اش متورم می‌سازندبر او ببخشایید                                                       |
| سادگی، زودباوری و اعتمادهای بی‌مورد | فروغ زودباوری و اعتماد خود در زمان ازدواجش را در شعرهایش یادآوری می‌کند. | آنها تمام ساده‌لوحی یک قلب را با خود به قصر قصه‌ها بردند                                                                                   |
| ازدواج                             | اجزای مختلف مراسم ازدواج و عقد، در شعر فروغ به عنوان نمادهای خوشبختی کاذب تکرار شده‌اند. | سخن از پیوند سست دو نام و همآغوشی در اوراق کهنه یک دفتر نیست                                                                             |
| زندگی در خانه                      | فروغ در شعر خود از کارهای روزمره زنان در خانه سخن می‌گوید چون خودش در برهه‌ای از زندگی چنین دوره‌ای را گذرانده‌است و به گفته شمیسا به چنین سبکی از زندگی غبطه می‌خورد.                                                                                              | کدام قله کدام اوج؟ مرا پناه دهید ای چراغ‌های مشوش ای خانه‌های روشن شکاک که جامه‌های شسته در آغوش دودهای معطر بر بام‌های آفتابی‌تان تاب می‌خورد |
| دل‌مشغولی‌های دوران کودکی            | در شعرهای فروغ، مشغله‌های کودکانه، مخصوصاً دخترانه مانند بازی، مدرسه و از این قبیل، به چشم می‌خورد. | گرمای کرسی خواب‌آور بود من تند و بی‌پروا دور از نگاه مادرم خط‌های باطل را از مشق‌های کهنه خود پاک می‌کردم                                     |

به تعبیر محمد حقوقی، در شعر فروغ بیش از هرچیز، نگرانی و اضطراب، تنهایی و بیهودگی، مسخ و دگردیسی، وحشت و تاریکی موج می‌زند و همه این مفاهیم با درونمایه اصلی شعر او؛ یعنی «دلهره زوال» پیوند می‌خورد. شاعر گاه در گرداب زوال گرفتار می‌شود و تلاش می‌کند از آن بگریزد و گاه پیروزمندانه بر آن فائق می‌شود و رویش دوباره خود را به مخاطب نشان می‌دهد.
محمّد مختاری شعرِ فروغ را نموداری از «رابطه بی‌واسطه» قلمداد کرده‌است که فقدانِ آن گاهی شاعر را به مرزِ «تنهایی ابدی» کشانده‌است و امیدواری به برقراری آن شاعر را در پیوند و حضورِ «دیگری» نشانده‌است. مختاری شعر فروغ را حرکت از «ستیز با فاصله‌ها و بازدارنده‌ها» به «بیواسطگی رابطه» و همچنین از «عشق فردی» به «همبستگی انسان‌ها» عنوان کرده‌است.